# Partenza da fermo
Una partenza da fermo è un tipo di avvio delle gare automobilistiche, in cui le automobili sono ferme prima che la gara inizi. In partenza da fermo, le auto partono quando si spengono 5 luci rosse che danno inizio alla gara. Questa è preceduta da un giro di ricognizione. La partenza da fermi è comune in molte competizioni motoristiche, tra cui la Formula (Formula Uno e Formula Due in particolare, ma non Indy Racing League, NASCAR), Touring Cars (Touring Cars in particolare inglesi e del mondo), V8 Supercars, kart, e molti tipi di breve corso off-road racing.

## Le Mans
Una particolare partenza da fermo era quella che caratterizzava la partenza della 24 Ore di Le Mans: i piloti erano schierati al di fuori delle vetture e al via dovevano correre verso la propria auto.